# Epicauta hirtipes
Epicauta hirtipes — род жуков семейства нарывников.

## Описание
Жук длиной от 9 до 14 мм. Усики обоих полов простые. Голова красная, без чёрной полоски или пятна на темени. Стерниты брюшка с каёмками белых волосков по заднему краю.